# آلفرد والتر کمبل
آلفرد والتر کمبل (انگلیسی: Alfred Walter Campbell؛ ۱۸ ژانویه ۱۸۶۸ – ۱۱ آوریل ۱۹۳۷) پزشک و عصب‌شناس اهل استرالیا بود. وی را نخستین متخصص مغز و اعصاب استرالیا می‌دانند.
وی دانش‌آموختهٔ رشتهٔ پزشکی در دانشگاه ادینبرو بود که در سال ۱۸۸۹ فارغ‌التحصیل شد. او در لندن، پراگ و وین به کسب تجربه پرداخت و تسلط کامل به زبان‌های فرانسوی، آلمانی و ایتالیایی داشت. کمبل در سال ۱۸۹۲ میلادی با نگارش رسالهٔ «آسیب‌شناسی جنون ناشی از الکل» مدرک دکترای خود را از دانشگاه ادینبرو دریافت داشت. وی پس از ۱۳ سال کار در یک آسایشگاه بیماری‌های روانی در لیورپول در سال ۱۹۰۵ و در سن ۳۷ سالگی به زادگاهش بازگشت و در سیدنی سکنا گزید. در این هنگام تمرکز علمی او به سمت نوروآناتومی و آسیب‌شناسی عصبی تغییر کرده بود و کمبل به‌عنوان متخصص مغز و اعصاب کار می‌کرد.